# Ördöglakat

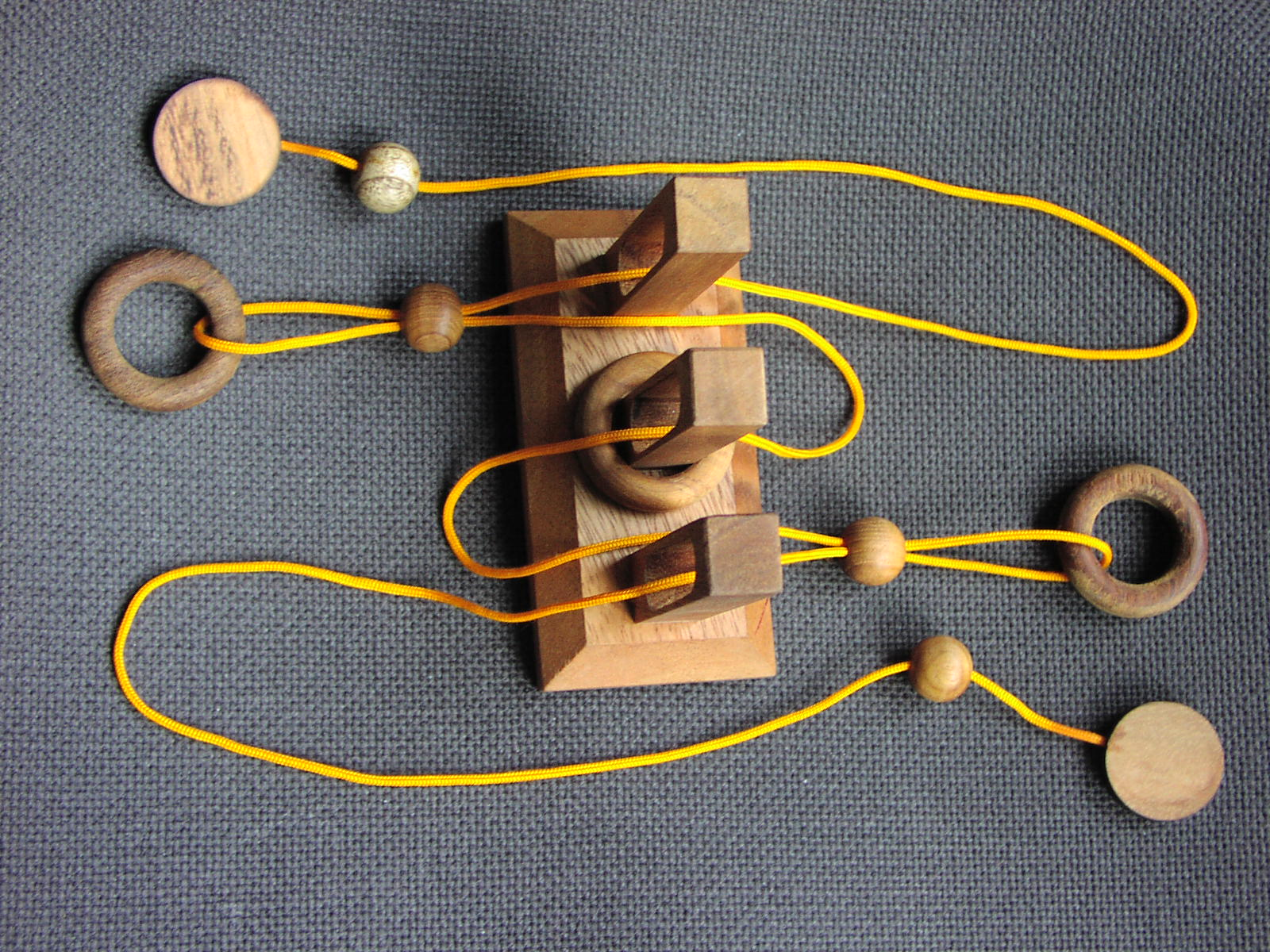
Fa ördöglakat kötéllel, karikákkal.

Az ördöglakat sok kombinációba mozgatható elemmel rendelkezik, ezek közül kevés állás teszi lehetővé egy részének olyan feloldását, vagy mintázat megjelenését, ami jól érzékelhető megoldásnak tekintenek. Eredetileg a nyitás és feltörés megnehezítésére szolgáló mechanikai zárszerkezet változatok voltak, későbbiekben szórakoztatási céllal, jellemzően fémből vagy fából készült logikai játék.

## Története

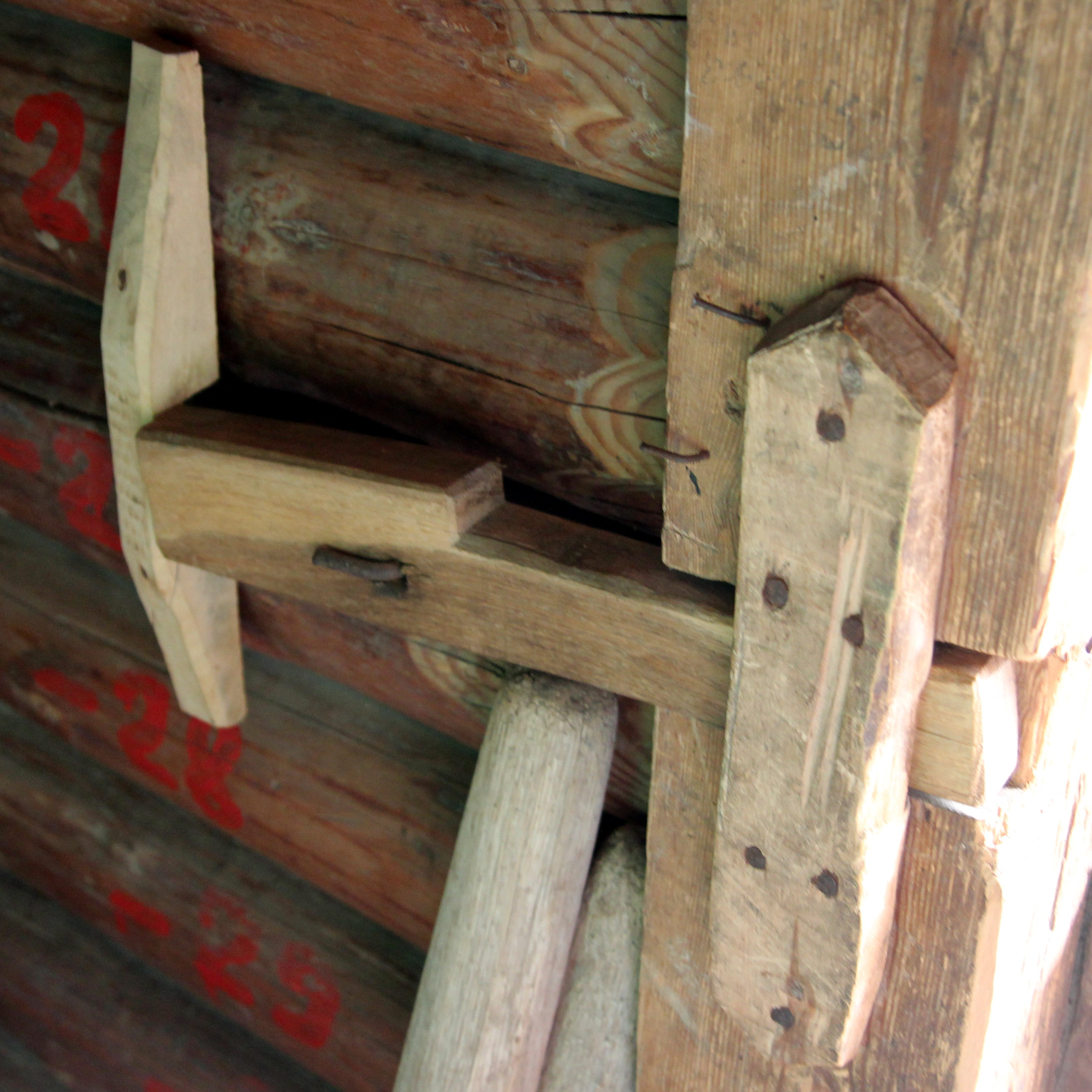
Fából készült, kéziszerszámokkal elkészíthető ajtó retesz belső oldalról jól látható szerkezettel, ám kívülről kívülről csak egy rejtett nyitó nyílással rendelkezik.

Már az ókori Egyiptomban használtak változatos "trükkös" ajtó reteszelési megoldásokat, amikor kifinomult zárszerkezetek előállítása még nem volt megvalósítható. Egyes feljegyzések szerint már az 1200-as években készítettek Európa-szerte szórakoztatási céllal ördöglakatokat.

## Jelentősége
Segítik a logikus gondolkodást, a térlátást, hogy az ember másképp lássa át a feladatokat, más módon közelítsen meg egy-egy problémát. 
Két fő típusba sorolhatók: 
- Szétszedés a cél
  - Egymásba kapcsolódó fémalakzatokat kell szétválasztani
  - Kötélre fűzött fagolyókat (esetleg ezekre fűzött karikákat) kell leszedni a falapokról. (Visszatenni sokszor nehezebb, mint leszedni)
- Összerakás a cél
  - Főleg fakockákat, -gúlákat kell összerakni különféle alakú elemekből. Fontos, hogy milyen sorrendben következnek az elemek, mert általában csak egy adott variációban lehet összeállítani az alakzatot.
  - Egy jellegzetes alakzattá kell összeállítani az elemeket, melyek nagy része önzáródó.
- Mintázat kirakása a cél
  - Rubik-kocka
  - Kirakós játékok

## Versenyek, közösségek
Az International Puzzle Party az ördöglakat- és kirakós játékkészítők nemzetközi közössége, amely évente rendezi meg a Nob Yoshigahara versenyt az ördöglakat tervezők számára. Magyarországon Bakonysárkányból indult az Ördöglakat találkozó, e rendezvény keretében évente gyűlnek össze a témában érdekeltek.

## Ördöglakatokat megoldó állatok
- Madarak
  - Papagájalakúak: Egy tokiói állatkert Ara papagája  naponta tucatszor is bizonyítja a látogatóinak, hogy fél perc alatt képes szétszedni ördöglakatokat, szemben az emberekkel, akiknek gyakran egy óra is kell hozzá.[3] Emellett a Kea és Szürke jákópapagáj is ismert magas fokú probléma-megoldó  képességéről.
- Vízi állatok
  - Nyolckarú polipok
  - vízi emlősök